# Избеби
Избеби (чув. Ĕçпĕпе) — деревня Урмарского района Чувашской Республики Российской Федерации. В рамках организации местного самоуправления входит с 2023 года в Урмарский муниципальный округ, до этого в составе Кудеснерского сельского поселения. Население 288 человек (2015), преимущественно чуваши.

## География
Расположен в северо-восточной части региона, в пределах Чувашского плато, при региональной автодороге 97К-002 «Аниш»,  вблизи правого берега Ари, на расстоянии 3-4 км к юго-востоку от райцентра Урмары.

### Климат
В деревне, как и во всём районе, климат умеренно континентальный с продолжительной холодной зимой и довольно тёплым сухим летом. Средняя температура января −13 °C; средняя температура июля 18,7 °C. За год выпадает в среднем 400 мм осадков, преимущественно в тёплый период. Территория относится к I агроклиматическому району Чувашии и характеризуется высокой теплообеспеченностью вегетационного периода: сумма температур выше +10˚С составляет здесь 2100—2200˚.

## История
В деревне, по легенде, Аж-Баба (Избеби), жил Мухаммед Челяби в 1552 году 26 марта  (939 год хиджры). В те времена деревня Аж-Баба (Избеби) была мусульманской. Мухаммед Челяби несколько лет давал в ней уроки, а затем отправился в святые места. По пути из Мекки, он остановился в Стамбуле. Пробыв несколько лет в Стамбуле, он решил вернуться на Родину. На момент его возвращения, деревня погрязла в вероотступничестве, стали приверженцами чувашской религии.
Когда его стала одолевать болезнь, он завещал похоронить его на кладбище в Бакырчи, а не в Аж-Баба (Избеби).

### Административно-территориальная принадлежность
С 1 января 2006 и до 2023 гг входит в Кудеснерское сельское поселение муниципального района Урмарский район.
К 1 января 2023 года обе муниципальные единицы упраздняются и деревня входит в Урмарский муниципальный округ.

## Население
| 2010 | 2012 | 2015 |
| ---- | ---- | ---- |
| 303  | ↗320 | ↘288 |

### Национальный и гендерный состав
Согласно результатам переписи 2002 года, в национальной структуре населения чуваши составляли 96 % от общей численности в 311 чел., из них мужчин 149, женщин 162.

## Инфраструктура
Личное подсобное хозяйство.
Основа экономики — сельское хозяйство.
Клуб деревни Избеби.

## Транспорт
По западной окраине деревни проходит автомобильная дорога регионального значения 97К-002 «Аниш» (идентификационный номер 97 ОП РЗ 97К-002). На ней находится остановка общественного транспорта «Избеби».